# Wagon Wheel
Wagon Wheel es un lugar designado por el censo ubicado en el condado de Navajo en el estado estadounidense de Arizona. En el Censo de 2010 tenía una población de 1652 habitantes y una densidad poblacional de 206,76 personas por km².

## Geografía
Wagon Wheel se encuentra ubicado en las coordenadas 34°11′45″N 110°1′23″O / 34.19583, -110.02306. Según la Oficina del Censo de los Estados Unidos, Wagon Wheel tiene una superficie total de 7.99 km², de la cual 7.5 km² corresponden a tierra firme y (6.13%) 0.49 km² es agua.

## Demografía
Según el censo de 2010, había 1.652 personas residiendo en Wagon Wheel. La densidad de población era de 206,76 hab./km². De los 1.652 habitantes, Wagon Wheel estaba compuesto por el 87.83% blancos, el 0.06% eran afroamericanos, el 2.72% eran amerindios, el 0.42% eran asiáticos, el 0% eran isleños del Pacífico, el 5.99% eran de otras razas y el 2.97% pertenecían a dos o más razas. Del total de la población el 14.83% eran hispanos o latinos de cualquier raza.